# 法爾茅斯福爾賽德 (緬因州)
法爾茅斯福爾賽德（英語：Falmouth Foreside）是位於美國緬因州坎伯蘭縣的一個普查規定居民點。

## 人口
根據2020年美國人口普查的數據，法爾茅斯福爾賽德的面積為4.31平方千米，當中陸地面積為3.94平方千米，而水域面積為0.37平方千米。當地共有人口1554人，而人口密度為每平方千米360.56人。